# Sandro Saccucci
Sandro Saccucci (Roma, 22 agosto 1943) è un ex militare e politico italiano.
Fu membro della Camera dei deputati nella VI e nella VII legislatura.

## Biografia
Divenuto tenente dei paracadutisti e segretario dell'Associazione nazionale dei paracadutisti d'Italia, Sandro Saccucci fu tra i primi aderenti a Ordine Nuovo. Nel 1971 fu arrestato con l'accusa di aver preso parte al tentato golpe Borghese e scontò 11 mesi di carcere. Rientrato nel Movimento Sociale Italiano, fu eletto alla Camera dei deputati alle elezioni politiche del 1972.
Il 28 maggio 1976, durante la campagna elettorale per le imminenti elezioni politiche, Saccucci tenne a Sezze un comizio, che fu turbato da disordini culminati nell'uccisione del giovane comunista Luigi Di Rosa e nel ferimento di Antonio Spirito, militante di Lotta Continua.
Saccucci fu comunque rieletto deputato, ma il 27 luglio 1976, tre settimane dopo il suo insediamento, la Camera ne autorizzò l'arresto, che Saccucci evitò espatriando prima nel Regno Unito, poi in Francia e quindi in Spagna, per riparare definitivamente in America meridionale. Il 21 febbraio 1985 fu arrestato in Argentina; durante la sua latitanza era stato condannato per i fatti di Sezze a 12 anni di reclusione, poi ridotti a 8 in appello, mentre era stato prosciolto dalle accuse sul golpe Borghese insieme a tutti gli altri imputati.
Il 26 giugno dello stesso anno la corte di cassazione annullò definitivamente la condanna al Saccucci per concorso in omicidio, accogliendo l'istanza presentata dal suo collegio di difesa, rappresentato da Carlo Taormina. Era stato infatti accertato nei gradi di merito che il comizio di Sezze era terminato anzitempo a causa dei disordini conseguenti alla contestazione di un gruppo di extraparlamentari, che accerchiavano l'oratore, il quale aveva estratto una pistola calibro 6,35, che mostrava minacciosamente ai contestatori. Solo dopo che Saccucci si era allontanato da Sezze, un suo simpatizzante sparò alcuni colpi a terra, che colpirono di rimbalzo Luigi Di Rosa (morto poi per le ferite riportate) ed Antonio Spirito (che rimase ferito a una gamba). La corte di cassazione ritenne, accogliendo le tesi del Taormina, che il comportamento di Saccucci non integrasse concorso morale in omicidio, come invece ritenuto dai giudici di merito, ed annullò senza rinvio la sentenza di condanna, assolvendo il Saccucci perché il fatto a lui attribuito non sussiste.
Sandro Saccucci si è stabilito a Córdoba, in Argentina, e fa ritorno in Italia per brevissimi periodi. Il quotidiano Liberazione, sulla base delle accuse di Vincenzo Vinciguerra, lo indicò come "agente al soldo di Pinochet" , ma egli ha sempre respinto tutte le accuse.